# Chaomeer
Het Chaomeer (Chinees: 巢湖, pinyin: Cháo Hú), ook bekend onder de Chinese naam Chao Hu, is een meer dat volledig gelegen is in Hefei, de hoofdstad van de provincie Anhui. Het is het grootste meer van Anhui en een van de tien grote zoetwatermeren van China.

## Mythologie
Volgens de legende was de plaats van het meer ooit een welvarende stad genaamd Chaozhou. Vanwege de zonden van zijn volk werd het vervloekt door de hemel en bevolen om te worden vernietigd door overstromingen. De taak moest worden uitgevoerd door een witte draak, die bij het uitvoeren van zijn opdracht maar één goed persoon kon vinden, een oude dame ("Lao" in het Chinees) met de bijnaam Jiao. Na de verwoesting van Chaozhou werden alleen de oude dame en haar dochter gered. Ze werden de twee eilanden die uit het meer tevoorschijn kwamen.
Deze legende kan geworteld zijn in de geologische geschiedenis, aangezien het Chaomeer zich op de kruising van verschillende grote breuken bevindt, waarvan de bekendste de Tan-Lu-breuk is (Tancheng-Lujiangbreuk), die de grote aardbeving in Tangshan in 1976 in het noordelijke deel veroorzaakte.